# Брэйнард, Джош
Джош Брэйнард, известный также как Нар (англ. Josh "Gnar" Brainard) (род. 6 августа, 1974 в Де-Мойне, Айова) — американский музыкант, бывший участник метал-группы Slipknot и нынешний участник группы On a Pale Horse.
Псевдоним «Gnar» был дан ему из-за его привычки постоянно хрустеть суставами пальцев.

## Биография
До участия в Slipknot Джош играл во многих группах — Modifidious, VeXX, Body Pit, и Inveigh Catharsis.
Джош присоединился к группе Slipknot в сентябре 1995 года как гитарист. Джош участвовал в записи альбомов Mate.Feed.Kill.Repeat. и Slipknot, но позже был заменен Джеймсом Рутом.
Он также был тем кто приводил в строй красные костюмы группы и тратил время на популяризацию группы.
На одноимённом альбоме группы он записал все песни кроме одной, Purity в записи которой уже участвовал Джеймс Рут
После ухода из Slipknot в конце 1998 года Джош присоединился к группе Undone.
Также он записал два альбома с группой Vanilla Ice (Hard To Swallow и Bipolar).
В настоящее время он играет в On a Pale Horse.